# Probosca boiteli
Probosca boiteli là một loài bọ cánh cứng trong họ Oedemeridae. Loài này được Normand miêu tả khoa học năm 1936.